# فلورسین
فلورسین (به انگلیسی: Fluorescein) یک ترکیب آلی مصنوعی است که به طور گسترده‌ای به عنوان یک ردیاب فلورسنت که استفاده‌های فراوانی دارد.
فلورسین همچنین دارای یک نقطه isosbestic (جذب pH برابر برای همه) در ۴۶۰ نانومتر است. فلورسین همچنین به عنوان یک افزودنی رنگ (D & C زرد) شناخته شده است. 

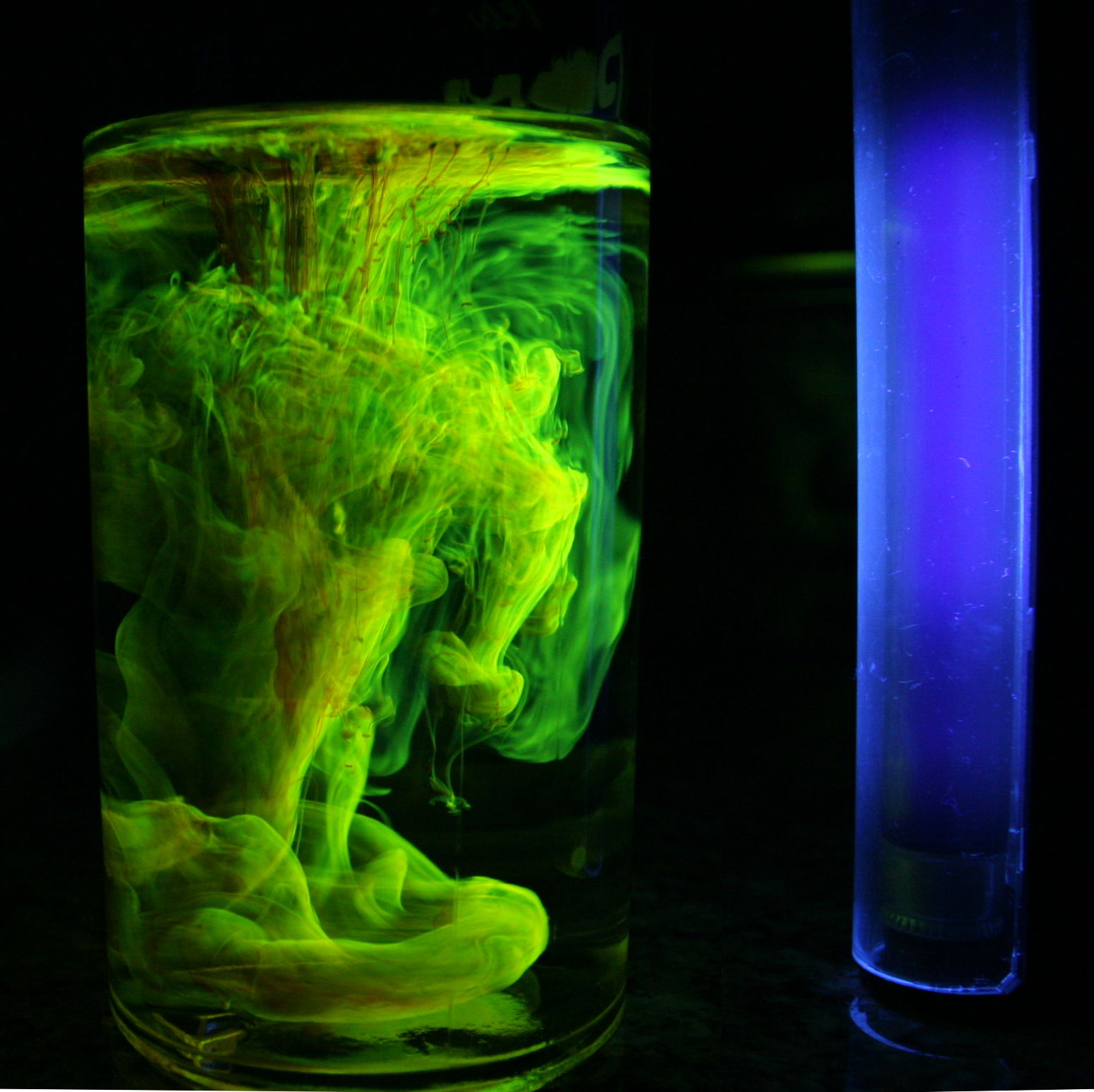
فلورسین تحت نور UV

## موارد مصرف
فلورسین به عنوان ساطع کننده نور فلورسنت کاربردهای متعددی مانند میکروسکوپی، سرولوژی و لیزر دارد. قطره فلورسین در زخمهای قرنیه کاربرد دارد. آنژیوگرافی عروق شبکیه با فلورسین به منظور تشخیص مشکلات شبکیه چشم و بیماری‌های مرتبط با سیستم خونرسانی آن انجام می‌شود.

## مکانیسم عملکرد
در آنژیوگرافی عروق شبکیه فلورسین توسط سرنگ به داخل ورید دست بیمار تزریق می‌شود. این ماده به سمت عروق خونی چشم جریان می‌یابد. در این آزمون نیاز به استفاده از اشعه x نمی‌باشد. پس از تزریق، مجموعه سریعی از عکسهای فتوگرافی close-up از چشم بیمار تهیه می‌شود. در این آزمون در دو نوبت فتوگراف‌ها تهیه می‌شوند. مجموعه اول بلافاصله بعد از تزریق دارو و مجموعه دوم تقریباً ۲۰ دقیقه بعد از تزریق تهیه می‌شود.

## عوارض جانبی
بسیار کم عارضه است.

## کاربرد در شیمی
- تشخیص خوردگی:ترکیباتی که در محدوده UVیا IR نزدیک فلورسنس دارند به عنوان تشخیص دهنده خوردگی فلزات استفاده می‌شوند وقتی که بر اثر دما، pH، اکسایش و کاهش تغییر می‌کنند. برای تشخیص خوردگی ماده فقط باید بر اثر اکسیداسیون یا واکنش با محصولات خوردگی فلورسنس شود. ترکیباتی مثل فلورسین یا باز شیفت وقتی با یون آلومینیوم ترکیب می‌شوند و در هوا اکسید می‌شوند فلورسنس شده که به عنوان آستری روی سطح آلومینیوم بکار می‌روند.
- کروماتوگرافی:در کروماتوگرافی ستونی جسم بین فازهای مایع و جامد پخش می‌شود. فاز ساکن جسم جامدی است و این جسم اجزای مایعی را که از آن می‌گذرد به طور انتخابی در سطح خود جذب می‌کند و آنها را جدا می‌کند. در مورد اجسام رنگین می‌توان باندهایی را که به طرف پایین ستون می‌آیند مستقیماً مشاهده کرد. اما در مورد اجسام بیرنگ نمی‌توان تغییرات را مستقیماً مشاهده کرد. با این حال بسیاری از اجسام در هنگام تابش نور ماورای بنفش فلوئورسانس پیدا می‌کنند و در چنین مواردی از این خاصیت جهت مشاهده باندها استفاده می‌شود. معمولاً شیمیدانهای آلی از آلومینا، سیلیکاژل و فلورسین بیشتر استفاده می‌کنند (به عنوان جاذبهای جامد).